# 一色義有
一色 義有（いっしき よしあり）は、戦国時代の武将、守護大名。

## 生涯
義有は丹後の一色氏が一色義秀の自害をもって絶えたため、その跡を継いで一色氏の当主となった。しかし国内は守護代延永春信・石川直経をはじめとする国人による内乱が相次ぎ、混乱を極めた。
永正2年（1505年）に丹後守護に補任されたが、翌永正3年（1506年）に幕府の管領である細川政元により解任、政元の命を受けて丹後に侵攻した細川澄之、細川澄元、細川政賢、赤沢朝経、三好之長、香西元長及び武田元信らと合戦を繰り広げた。義有は今熊野城に、延永春信は阿弥陀ヶ峰城に、石川直経は加悦城にそれぞれ籠り防戦する。翌永正4年（1507年）に戦いは継続され、府中（現在の宮津市）が戦火に遭うなどの被害があったが、丹後方は包囲に持ちこたえていた。
その最中に政元が4月に京都へ戻り、澄之と香西元長も5月に直経と和睦して京都へ引き上げ、6月に政元を暗殺する（永正の錯乱）事件が発生する。細川軍は義有と和睦を結び撤退を図ったが、直経がその隙を突いてこれを撃退、赤沢朝経らを討ち取り武田軍を打ち破った（追撃は直経の独断専行とされる）。永正5年（1508年）に義有は丹後守護に再任、永正7年（1510年）に将軍足利義尹（後の義稙）に太刀・馬を送り、永正8年（1511年）には上洛して義尹に軍忠に励んだが、永正9年（1512年）に病死、享年26。
未亡人となった義有の妻は萬福寺再建に尽力、義有ゆかりの品々が寄進されたといわれる。